# Acarologia
L’acarologia è un ramo della zoologia dedicato allo studio degli acari. Questa disciplina è una sottobranca dell’aracnologia, in cui la ricerca viene condotta sugli aracnidi in generale. 

## Ambiti di studio
L’acarologia generale studia in senso lato gli aspetti scientifici degli acari, come la morfologia, l’anatomia, la fisiologia, ecc. 
L’acarologia applicata studia gli acari nell’ambito di aspetti applicativi specifici. In quest’ambito si possono fare le seguenti distinzioni:
- acarologia medica: studia le relazioni degli acari con la specie umana; è in stretta relazione con la parassitologia medica;
- acarologia veterinaria: ha lo stesso ruolo della disciplina precedente, ma è orientata agli animali, in particolare gli animali domestici;
- acarologia agraria: si occupa delle interazioni degli acari con le piante agrarie ed è una sottobranca della parassitologia vegetale;
- acarologia forense: studia gli acari che si sviluppano sui resti umani in decomposizione; analogamente all’entomologia forense, aiuta a determinare il tempo trascorso tra la morte e la scoperta del cadavere.

## Storia
Diversi acari furono osservati e descritti nell'antichità da Ippocrate, Aristotele e Plinio il Vecchio, ma lo studio di questi animali cominciò ad essere condotto in modo scientifico a partire dal Settecento. Linneo istituì il genere Acarus nella prima edizione del Sistema Naturae pubblicato nel 1738, in cui descrisse 30 specie di acari.
Nel 1815 William Elford Leach inserì gli acari nell’ordine Monomerosomata, che comprese nella classe degli aracnidi; nel 1818 Christian Ludwig Nitzsch rinominò l’ordine chiamandolo Acarina. L’acarologia divenne una scienza moderna tra la seconda metà dell’Ottocento e l’inizio del Novecento grazie ai lavori di Paul Matthias Kramer, Albert Davidson Michael, Giovanni Canestrini, Antonio Berlese, Jean Pierre Mégnin, Nathan Banks, Enzio Reuter. 
Fra gli anni venti e gli anni trenta  del Novecento si segnalano i contributi di Arthur Stanley Hirst, Hermann Graf Vitzthum e François Grandjean. L’acarologia ebbe un ulteriore impulso negli anni cinquanta, grazie anche alla pubblicazione, da parte di Edward William Baker e George Willard Wharton, del volume An Introduction to Acarology (1952).